# بسکو (ویسکانسین)
بسکو (به انگلیسی: Basco) یک منطقهٔ مسکونی در ایالات متحده آمریکا است که در Montrose واقع شده‌است. بسکو ۲۷۴٫۹۳ متر بالاتر از سطح دریا واقع شده‌است.